# Ian Marshall (football, 1966)
Pour les articles homonymes, voir Ian Marshall et Marshall.
Ne doit pas être confondu avec Ian Marshall (football, 1942).
Ian Paul Marshall, couramment appelé Ian Marshall, est un footballeur anglais, né le 20 mars 1966 à Liverpool. Joueur polyvalent, capable d'évoluer à la fois au poste d'avant-centre et de défenseur, il est principalement connu pour ses saisons à Oldham Athletic, Ipswich Town, Leicester City et Bolton Wanderers.

## Biographie

### Carrière de joueur
Natif de Liverpool, il est formé et commence sa carrière professionnelle dans l'un des deux grands clubs de la ville, Everton. Il y passe quatre saisons sans réussir à s'imposer et est finalement transféré à Oldham Athletic pour 200 000 £.
C'est dans ce club qu'il se fait un nom, inscrivant presque 50 buts pour 200 matches (dont 36 buts pour 170 matches de championnat) en cinq saisons. Il découvre la Premier League en s'engageant pour Ipswich Town en 1993 pour 750 000 £.
Son début de carrière à Ipswich est placé sous les meilleurs auspices en réussissant l'exploit de marquer lors des cinq premiers matches joués pour un même club en Premier League, exploit qu'il est le seul à avoir réalisé (Micky Quinn, Dion Dublin (tous deux de Coventry City), Emmanuel Adebayor (Arsenal), Darren Bent (Charlton Athletic) et Daniel Sturridge (Bolton Wanderers se sont tous arrêtés à quatre matches). 
Il inscrit un total de 38 buts (dont 32 en 84 matches de championnat) avec Ipswich Town avant d'être transféré à Leicester City en 1996 pour 800 000 £. Il y connaît des statistiques en baisse avec 18 buts en 83 matches de championnat (avec toutefois un coup du chapeau inscrit le 22 février 1997 lors d'une victoire 4-2 contre Derby County). Il y remporte la League Cup en 2000, en battant 2-1 Tranmere Rovers en finale.
Après quatre saisons à Leicester, il est recruté gratuitement par Bolton Wanderers. Après avoir réussi à obtenir la promotion des Wanderers en Premier League, à l'issue de la saison 2000-2001, il est transféré à Blackpool, d'abord sous forme de prêt puis de manière définitive.
Il met un fin à sa carrière lors d'un dernier fait glorieux avec Blackpool : son dernier match, le 12 mars 2002, est la finale du Football League Trophy 2001-2002, qui le voit, avec le brassard de capitaine et malgré une blessure, remporter le trophée après une victoire 4-1 contre Cambridge United.
Depuis sa retraite sportive, il est parti vivre au Canada où il a ouvert une académie de football à son nom.

## Palmarès
- Leicester City :
  - Vainqueur de la League Cup en 1999-2000

- Blackpool :
  - Vainqueur du Football League Trophy en 2001-02

- Oldham Athletic :
  - Champion de D2 anglaise en 1990-91

- Bolton Wanderers :
  - Vainqueur des play-offs de promotion de Division One en 2000-01